# Epimedium alpinum
Epimedium alpinum là một loài thực vật có hoa trong họ Hoàng mộc. Loài này được L. mô tả khoa học đầu tiên năm 1753.

## Hình ảnh

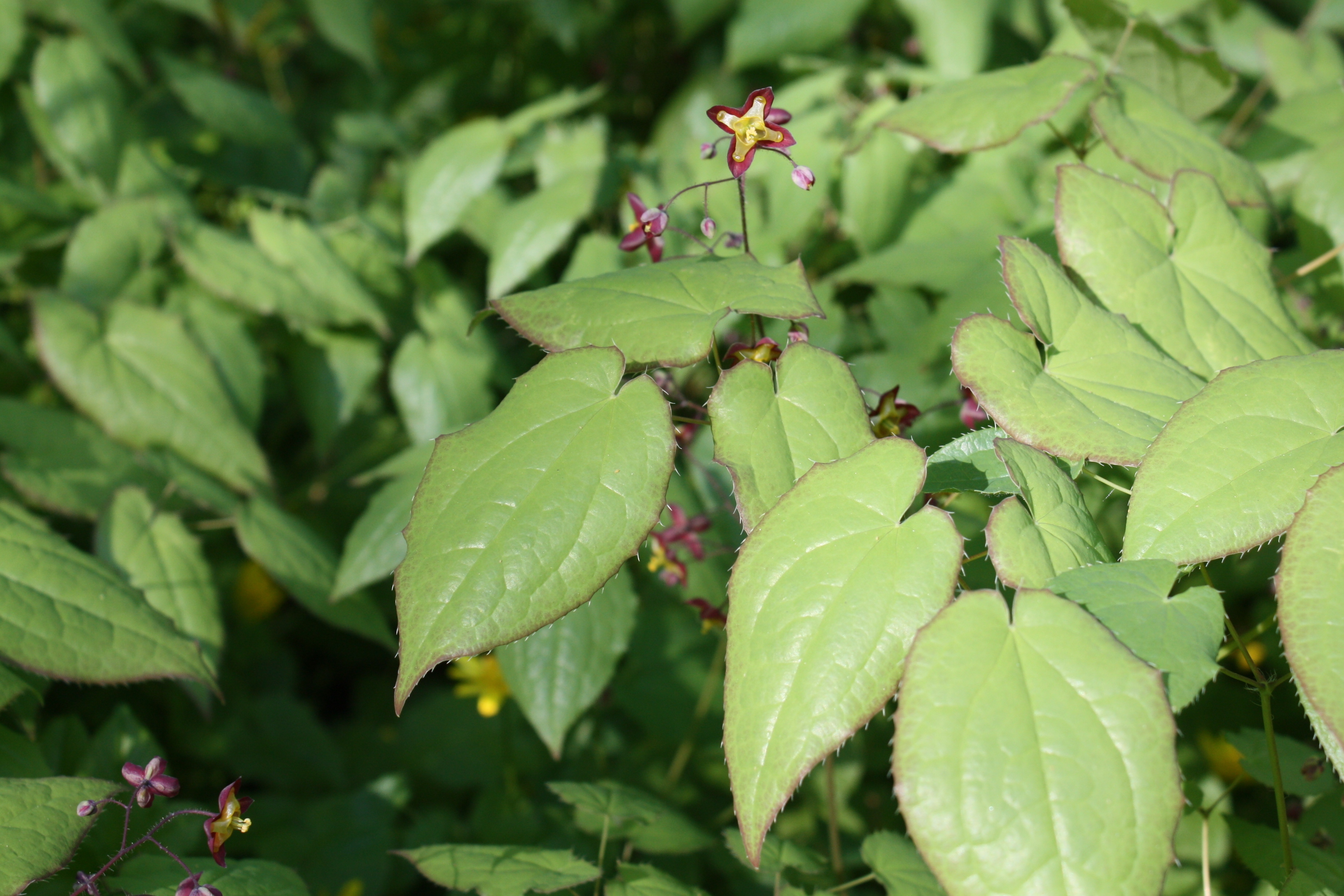
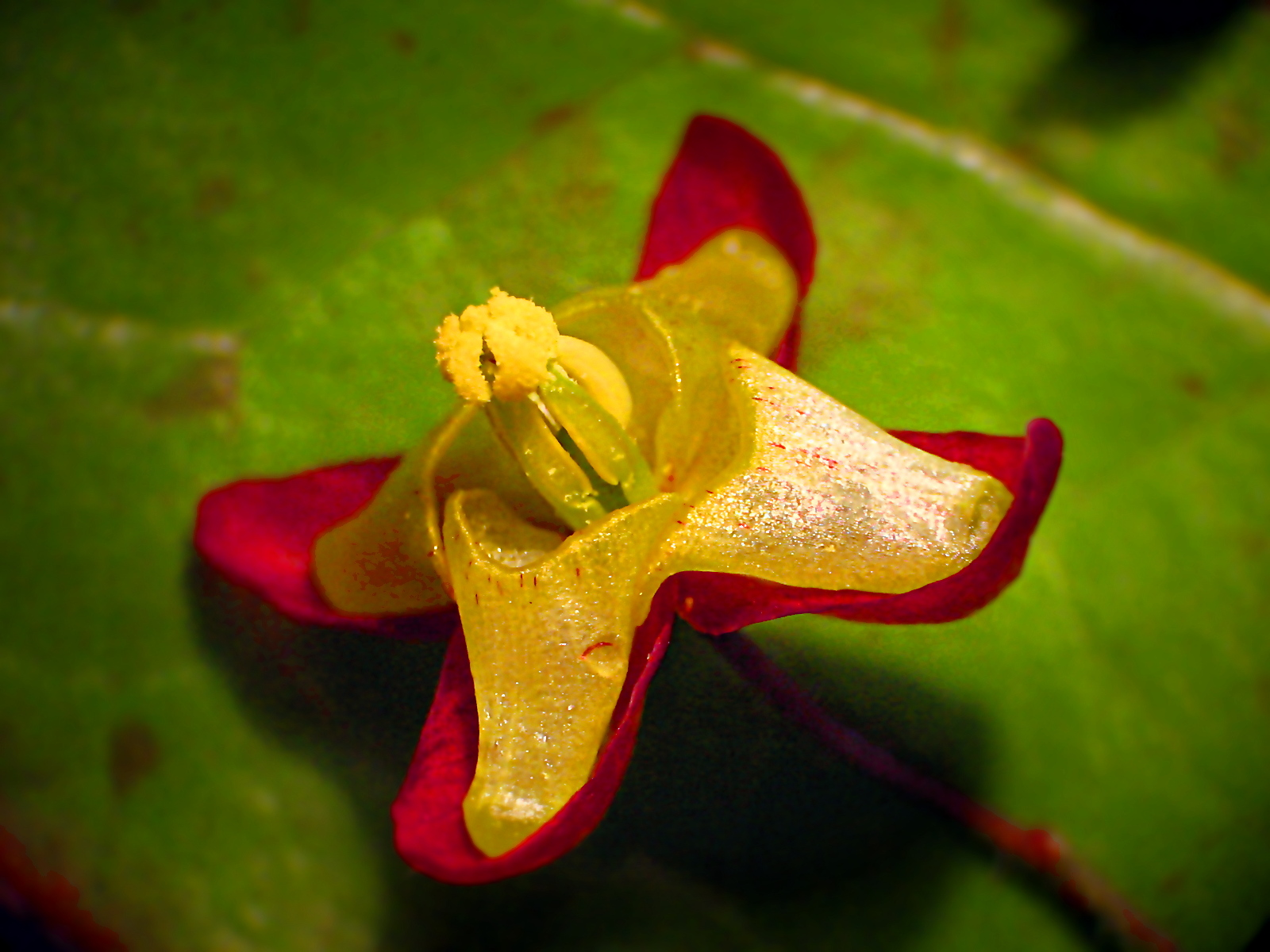
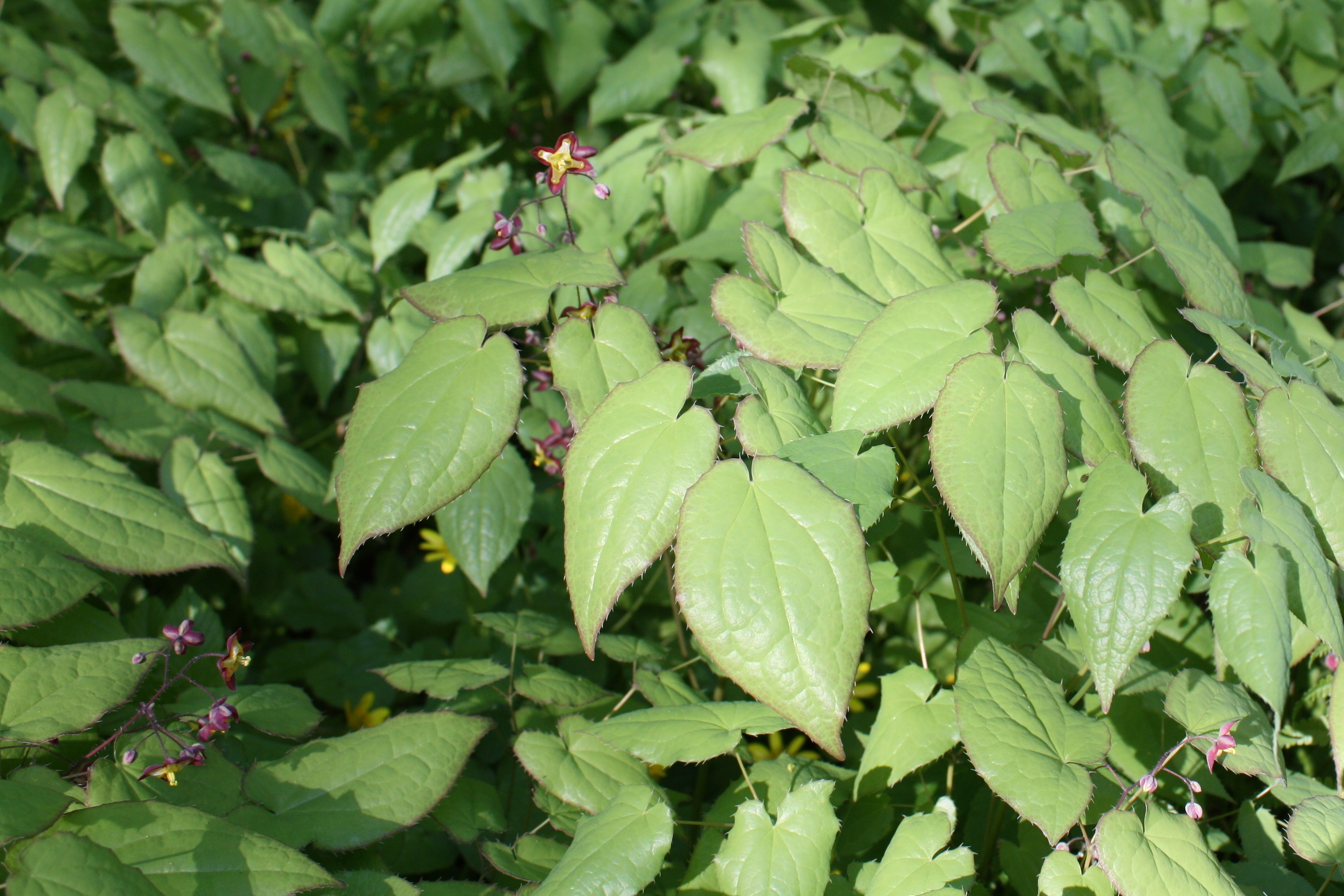
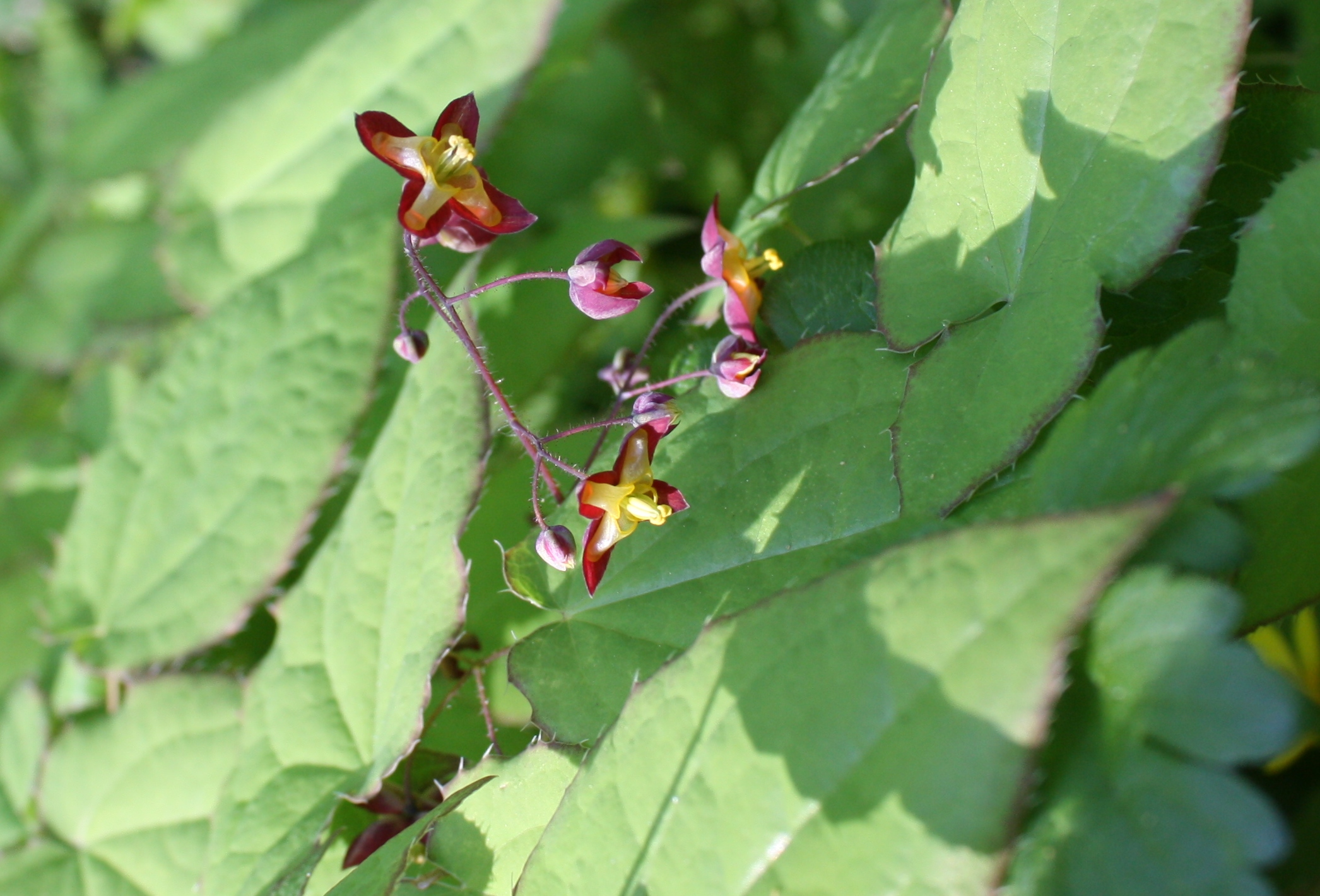